# Livello (strumento)

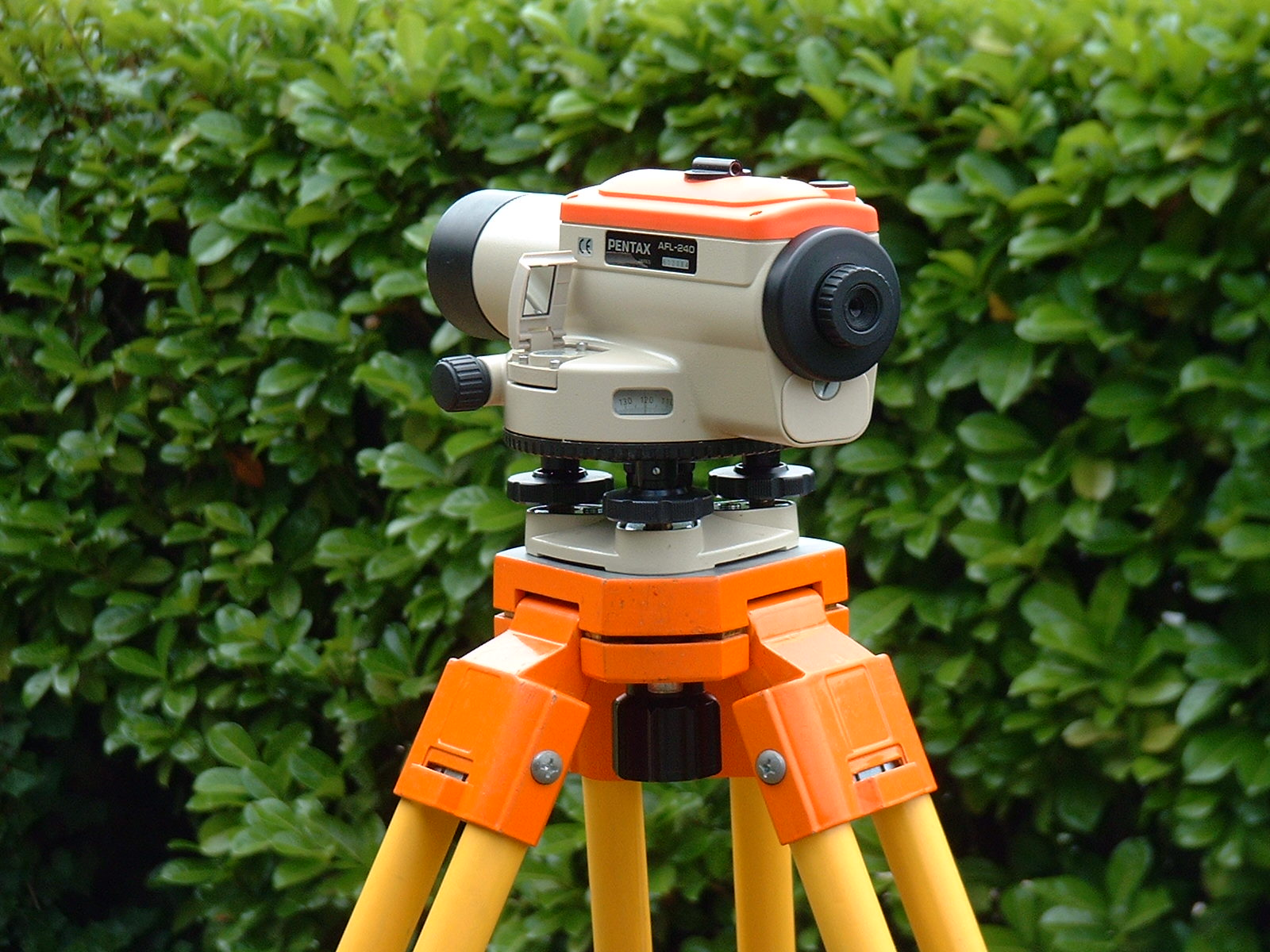
Livello

In topografia, il livello è uno strumento che serve ad individuare una direzione orizzontale detta linea di mira o di collimazione. Permette di misurare differenze di quote (dislivelli) attraverso il metodo della livellazione geometrica, tramite la lettura su un'asta graduata, detta stadia.
Esistono diversi tipi di livelli:
- livelli da cantiere o livelli laser: meno precisi e meno costosi, adatti alle abituali misurazioni nei cantieri;
- autolivelli: più precisi;
- livelli digitali: più veloci e più economici.

Gli elementi che caratterizzano un livello sono la livella (sferica e torica), il cannocchiale, il compensatore (assente nei livelli da cantiere), il sistema di lettura.

## Autolivello
Permette un'alta precisione che dipende da:
- ingrandimento del cannocchiale: un buon ingrandimento permette una lettura più accurata, in quanto l'immagine che si osserva è più grande;
- diametro dell'obbiettivo: un diametro maggiore significa una risoluzione maggiore. La risoluzione è legata alla nitidezza dell'immagine;
- sensibilità del compensatore: gli autolivelli, a differenza dei livelli da cantiere, sono dotati di compensatore. Il compensatore è un sistema di pendoli, che aiuta la messa in bolla dello strumento: una volta che, manualmente, si è reso l'autolivello più o meno orizzontale, entra in azione il compensatore che rende l'autolivello esattamente orizzontale;
- sistema di lettura (micrometro): il micrometro è assente nei livelli da cantiere, permette una maggiore precisione rispetto a quella data dalle tacche della stadia. Ruotando una lamina di vetro (lamina pian-parallela), che si trova all'interno dello strumento, si trasla la linea di mira fino a farla coincidere con la tacca più vicina della stadia. A questo punto si legge il numero nell'oculare e lo si somma a quello della stadia.

## Livello digitale
Contiene componenti elettroniche che permettono di eseguire i calcoli in maniera automatica, molto più precisa rispetto ad un autolivello. Questo comporta un risparmio di tempo e l'impossibilità di commettere errori grossolani.
Il livello digitale può inoltre registrare i dati di campagna in una memoria.

La lettura alla stadia viene fatta confrontando ciò che il cannocchiale osserva con una matrice numerica registrata all'interno dello strumento. Lo strumento cioè riconosce una porzione del codice che si trova sulla stadia.

Il fattore di scala viene usato per ricavare la distanza, mentre la posizione determina il dislivello.
Hanno precisioni dell'ordine di 0.1 mm per la misura di dislivelli e 1 cm per la misura della distanza.

## Livello laser
Non presentano un'alta precisione, ma forniscono una velocità di misura elevata, motivi per i quali questo tipo di livello viene utilizzato per la misura di cantiere. Emette un raggio laser che materializza la linea di mira del cannocchiale. Le stadie ad esso accoppiate sono dotate di un sensore della lunghezza di qualche decimetro che può scorrere sulla stadia. Il raggio laser colpisce il sensore e registra la misura cercata.